# Pine Island Center
Pine Island Center – jednostka osadnicza w Stanach Zjednoczonych, w stanie Floryda, w hrabstwie Lee, nad Zatoką Meksykańską.